# Будко, Анатолий Андреевич
Анатолий Андреевич Будко (род. 16 июля 1953) — доктор медицинских наук, профессор, директор Военно-медицинского музея. Полковник медицинской службы в отставке.

## Биография
Отец — полковник. Мать — педагог. Женат, есть дочь.

### Образование
- Военно-медицинская академия им. С. М. Кирова, факультет подготовки врачей для ракетных и сухопутных войск, специальность «Лечебно-профилактическое дело» (1976).
- Военно-медицинская академия им. С. М. Кирова, факультет руководящего медицинского состава, специальность «Лечебно-профилактическое обеспечение войск» (1983).
- Санкт-Петербургский государственный университет, специальность «Преподаватель истории» (2000).
- Институт международного гуманитарного права, специальность «Право вооруженных конфликтов» (Сан-Ремо, 2000).

### Ученая степень
Кандидат медицинских наук (1985), доктор медицинских наук (1996).

### Карьера
Служба в войсках (1976—1992), служба в Военно-медицинской академии им. С. М. Кирова (1992—1998), начальник Военно-медицинского музея Министерства обороны РФ (1998—2011), директор Военно-медицинского музея Министерства обороны РФ (2011 года — настоящее время), главный редактор «Вестника истории военной медицины» и информационного обозрения «Зарубежная военная медицина». Член Редакционной коллегии «Военно-исторического журнала».

### Преподавательская деятельность
Председатель государственной экзаменационной комиссии Санкт-Петербургского государственного института культуры по специальности 24.00.03 «Музееведение, консервация и реставрация историко-культурных объектов» (бакалавриат и магистратура), член Ученого Совета Военно-медицинской академии им. С. М. Кирова.

### Деятельность в качестве директора Военно-медицинского музея
Вклад музея в развитие музейного дела и сохранение исторических традиций отечественной медицины отмечен благодарностями Президента РФ, министра культуры и массовых коммуникаций РФ, начальника Главного военно-медицинского управления Министерства обороны РФ, почетными дипломами и грамотами Совета Межпарламентской Ассамблеи государств — участников СНГ, Уполномоченного по правам человека в РФ, Законодательного собрания Санкт-Петербурга, Медицинского центра Управления делами Президента РФ и др. Музей неоднократно становился финалистом и дипломантом Всероссийского музейного фестиваля «Интермузей», дипломантом Премии Межведомственного музейного совета Комитета по культуре Правительства Санкт-Петербурга «Музейный Олимп».

### Научная деятельность
В сферах научного интереса — история медицины, музеология, общественное здоровье и организация здравоохранения, патофизиология.
Под руководством А. А. Будко обоснованы ключевые даты в истории военной медицины России — зарождения военно-медицинской службы России 26 сентября (6 октября) 1620 г., начала систематического медицинского образования в Санкт-Петербурге 9 (20) января 1733 г., основания Главного военно-медицинского управления 4 (16) августа 1805 г., основные исторические этапы развития военной медицины. Им разработаны концепции гуманитарной миссии музеев, модернизации музеев, универсальности и уникальности музеев, полицентрической модели музея. Инициатор развития нового направления в музеологии — сравнительной музеологии. Ряд исследований связан с увековечением памяти защитников Отечества, поиском пропавших без вести военнослужащих Красной армии и стран-союзников, военнопленных в ходе Второй мировой войны.
Отдельные работы посвящены изучению патогенетических механизмов расстройств системы транспорта газов и путей их коррекции при тяжелой сочетанной травме, системе внешнего дыхания при геморрагическом шоке.

### Общественная деятельность
Председатель Санкт-Петербургского научного общества историков медицины, член Президиума Российского общества историков медицины, член Российского комитета Международного совета музеев, член Международной ассоциации музеев вооруженных сил и военной истории (ICOMAM), член Европейской ассоциации музеев истории медицины, член Международного межакадемического союза, член Комиссии по правам человека в Санкт-Петербурге, главный редактор «Вестника истории военной медицины», главный редактор информационного бюллетеня «Зарубежная военная медицина», член редакционной коллегии «Военно-исторического журнала», член редакционной коллегии журнала «Вестника Российской Военно-медицинской академии», член редакционной коллегии журнала «Известия Российской Военно-медицинской академии», член редакционной коллегии журнала «Советский морпех», член редакционного совета «Военно-медицинского журнала», член редакционного совета журнала «Медицина и организация здравоохранения».

## Почетные звания
Знак «Отличник здравоохранения» СССР (1988), Почетный знак «За заслуги» Медицинского центра Управления делами Президента Российской Федерации (2003), Заслуженный врач Российской Федерации (2007), Заслуженный работник культуры Российской Федерации(2019). Обладатель более 25 ведомственных наград. Две Благодарности Законодательного Собрания Санкт-Петербурга (2017 и 2022).
Лауреат Государственной премии Российской Федерации имени Маршала Советского Союза Г. К. Жукова (3 мая 2023) — за цикл научных и публицистических работ по увековечению памяти медиков Великой Отечественной войны 1941—1945 годов.

## Основные публикации
Публикации по истории медицины:
1. Академик Н. С. Молчанов. — СПб., 1998.
2. Академик А. Л. Мясников. — М., 1999.
3. Военные врачи — участники Великой Отечественной войны 1941—1945 гг. — СПб., 1999.
4. Медицинское снабжение и военная фармация Великой Отечественной войны 1941—1945 гг. — СПб., 2001.
5. Военная медицина Международных миротворческих сил (SFOR) в Боснии и Герцеговине. — СПб., 2001.
6. История военной медицины России. В 4 томах. — СПб., 2002—2006.
7. История медицины Санкт-Петербурга. В 2 кн. — СПб., 2003—2010. — ISBN 978-5-98187-646-2
8. Три века Санкт-Петербурга: энциклопедия. В 3 т. Т. 2. Девятнадцатый век. Кн. 1-2. — СПб., 2003.
9. 300 лет военной истории Санкт-Петербурга: Санкт-Петербург — военная столица, военно-научный и военно-промышленный центр страны. — СПб., 2003.
10. Первый среди равных. — Томск, 2005.
11. Великий Боткин. Сердце, отданное людям. — СПб., 2006.
12. Военная медицина СССР и Финляндии в Советско-финляндской (Зимней) войне 1939—1940 гг. — СПб.: ВММ МО РФ, 2005. (в соавт. с Иваньковичем Ф. А.)
13. Знаменитые люди Санкт-Петербурга : биографический словарь. В 15 т. Т. 5. Медицинские работники, ветеринарные врачи, психологи, социологи, работники социальной сферы. — СПб., 2007.
14. Андрей Сергеевич Чистович. — СПб., 2013.
15. Подвиг народа: вклад народов СССР в Победу в Великой Отечественной войне 1941—1945 гг. — СПб., 2015.
16. Полевое размещение войск: опыт организации и уроки истории. — СПб., 2015.
17. Великая Отечественная война 1941—1945 годов. В 12 т. Т. 12. Итоги и уроки войны. — М., 2015.
18. Главные победы военных врачей: Военные врачи в годы Великой Отечественной войны 1941—1945 гг. : Краткий историко-биографический справочник. — СПб., 2016.
19. Федор Григорьевич Кротков — выдающийся гигиенист-исследователь, педагог, государственный деятель (к 120-летию со дня рождения). — Шацк, 2016.
20. Первая мировая война 1914—1918 годов. В 6 т. Т. 5. Экономика и оружие войны. — М., 2017.
21. Военная медицина Российской империи в Отечественной войне 1812 г. и заграничных походах 1813—1814 гг. — СПб., 2018.
22. Милосердие победы. (Оказание медицинской помощи американским гражданам в советских лечебных учреждениях в период Второй мировой войны). — СПб., 2020.

Публикации в области музеологии:
1. Современный музей: ценности постоянные и временные / А. А. Будко // В поисках музейного образа / СПбГУ, Гос. Эрмитаж. — СПб., 2007. — С. 41-48.
2. Кризис современного музея: между универ¬сальностью и уникальностью / А. А. Будко // Музей. — 2009. — № 1. — С. 32—36.
3. Модернизация. Схематизация опыта / А. А. Будко // Мир музея. — 2010. — № 4. — С. 34—37.
4. Полицентрическая модель музея / А. А. Будко // Мир музея. — 2011. — № 4. — С. 49—51.
5. Образ музея в XXI в. / А. А. Будко // Труды Санкт-Петербургского государственного института культуры. — 2015.
6. Персональные фонды Военно-медицинского музея как способ сохранения исторического наследия медицины / А. А. Будко // Воен.-ист. журн. — 2018. — № 1. — С. 70—75.
7. Budko, A. A. Medizinhistorische Aspekte des Lagers Zeithain // Zeithain — Gedenkbuch sowjetischer Kriegsgefangener. Minsk — Dresden. 2006. P. 108—136.
8. Budko, A. A. The Russian Federation Ministry of Defense Military Medical Museum and the National Museum of Health and Medicine in Washington / A. A. Budko, D. A. Zhuravlev // ICOMAM 50 : рapers on arms and military history 1957—2007 / Ed. Smith R. D. — [LEEDS : Basiliscoe Press, 2007]. — P. 78—89.
9. Budko, A. A. The concept of development of the Museum of Military Medicine, Saint Petersburg, Russia / A. A. Budko // Magazine / ICOMAM. — 2008. — № 1. — P. 25—26.
10. Budko, A. A. Modern museums: problems of periods of transition / A. A. Budko // Magazine / ICOMAM. — 2008. — № 1. — P. 37—38.
11. Budko, A. Humanitarian missions of the military museum // Military history museums: contemporary history and social relevance : ICOMAM congress: report book. — Moscow, Russian Federation, October 8-10, 2014. — P. 117—119.
12. Будко А. «Был полностью предан»: история «русского шотландца» Якова Виллие / Анатолий Будко, Дмитрий Журавлев // Родина. — 2012. — № 7. — С. 82—85.